# القادة الحكماء السبعة

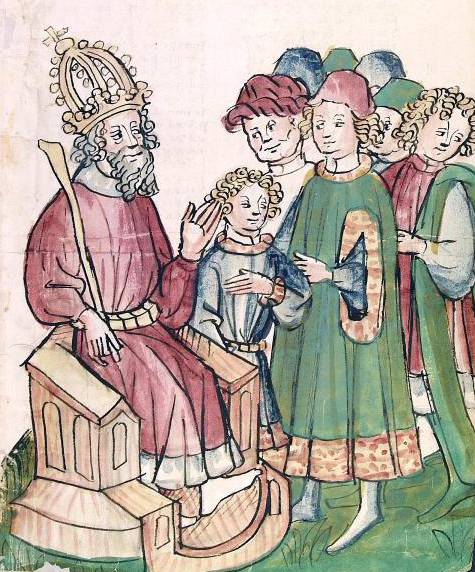
الامبرطور بونتيانوس وابنه دقلديانوس والاسياد الحاكمين

القادة الحكماء السبعة (بالإنجليزية: The Seven Wise Masters)‏ القادة الحكماء السبعة ويطلق عليهم أيضاً حكماء روما السبعة هي حلقة من القصص السنسكريتية، من أصول فارسية أو عبرية.

## القصة والمؤامرة
أرسل السلطان ابنه الأمير الشاب لكي يتلقى التعليم بعيداً عن قصرالملك عند سبعة حكماء في الفنون الليبرالية السبعة وعند عودتها إلى القصر سعت زوجة والده الأمبراطورة لإغوائه، لتفادي الخطر فهو ملزم بأن يلتزم الصمت لمدة اسبوع من جانب السندباد زعيم الحكماء السبعة، وفي هذا الوقت تتهمه الامبراطورة لزوجها وتسعى لموته من خلال سبع قصص ترتبط بالإمبراطور ولكن يسردها القادة الحكماء السبعة بقيادة السندباد وأخيراً كشف الأمير الحقيقة وأعدمت الأمبراطورة الشريرة. قدم الراوي سرد القصة كوسيلة مرنة لنقل الحكايات لمستمعيين آخرين.
المئات من النصوص الأوربية الباقية معروفة، تحتوي هذه عادة على 15 حكاية لكل حكيم، وسبعة من زوجة الأب وواحدة من الأمير على الرغم من الحفاظ على أسلوب رواية القصة إلا أن أربعة من أكثر القصص الأوربية انتشاراً توجد أيضاً في النسخة الشرقية الأصل.
دورة القصص التي تظهر في العديد من اللغات الأوربية من أصل شرقي. توجد مجموعة مماثلة في اللغة السنسكريتية والتي نسبت إلى الفيلسوف الهندي سينديباد سينتيباس في القرن الأول قبل الميلاد على الرغم من الأصل الهندي غير معروف. الأصول المقترحة الأخرى هي الفارسية لأن النصوص الباقية هي الأولى باللغة الفارسية والعبرية ثقافة ذات حكايات مماثلة مثل قصة يوسف التوراتية.